# Kyōko Nakajima
Pour les articles homonymes, voir Nakajima.
Kyōko Nakajima (中島京子, Nakajima Kyōko), née dans la préfecture de Tokyo (Japon) le 23 mars 1964, est une romancière japonaise.

## Biographie
Kyōko Nakajima étudie la littérature à la Tokyo Woman's Christian University.
Son roman Chiisai Ouchi  a servi de base au scénario du film La Maison au toit rouge (2014), réalisé par Yōji Yamada.